# Zadębie (Bychawa)
Zadębie – część miasta Bychawa w Polsce położona w województwie lubelskim, w powiecie lubelskim.
1 stycznia 1958 wieś Zadębie stała się częścią Bychawy, w związku z przekształceniem gromady Bychawa (do której Zadębie przynależało od 1954 roku) w miasto. 1 stycznia 1973 część Zadębia wyłączono z Bychawy, tworząc obecną wieś Zadębie.
W latach 1975–1998 miejscowość należała administracyjnie do województwa lubelskiego.